# Calminio
San Calminio, Calminius o Calmilius (Auvernia, siglo VII -   ca. 700) fue un noble francés que fundó diversas abadías y que él mismo vivió como eremita y monje. Es venerado como santo por diversas confesiones cristianas. Sus restos se conservan en la iglesia abacial de Mozac, en el llamado relicario de san Calminio, del siglo XII, con esmaltes campeado (o champlevé) de esmalte de Limoges.

## Biografía
Era auberniano de familia senatorial. Rico y piadoso, estuvo casado con Santa Namedia, fundadora del convento de monjas de Marsat, situada a 2 km de Mozac, dependiente de esta. Fue duque a Auvernia; tampoco  está claro si el Velai dependía del gobierno de Auvernia, pero Devic y Vaisette piensan que Calminio era duque gobernador y tenía autoridad sobre toda la Aquitania de Austrasia (Velai, Albigés, Carci y Gavaldà). 
Calminio se retiró a las montañas del Velai, al Villar, donde fundó un oratorio. Algunos otros se le unieron para imitarle y se constituyó una comunidad; el oratorio se convirtió en monasterio y tomó el nombre de Calminiacum, que se transformó en Carmery, después monasterio de Saint-Chaffre, en Le Monastier-sur-Gazeille (Alto Loira). Fue entonces en tierras de Limoges, donde llevó una vida de eremita. Al volver a la vida pública, fundó el segundo monasterio, el de Las Guenas cerca de Tulle (Corresa). Volvió a Auvernia, con la intención de morir allí, pero antes se instaló en Mozac. Fundó al tercera abadía hacia el 680.
Después fue a Roma y puso la abadía bajo la protección de San Pedro y a su vuelta, pasó por el monasterio de Lerins, en la Provenza. Pidió al abad algunos de sus monjes para llenar la nueva abadía que había fundado y el abad envió algunos religiosos para establecerse en Mozac, entre los cuales uno llamado Eudes, que fue el primer abad. 
Eudes iba acompañado entre otros por su sobrino llamado Teofredo (conocido como Saint-Chaffre). Otro discípulo de Eudes fue San Menelao, restaurador de la abadía de Menat. Con Teofredo dedicaron entre otros los monasterios de Saint Peire del Puèi y de Chamalière al Velai, de Sainte-Enimie y de Langogne, de Sévérac en Roergue, y el monasterio de monjes de Saint-Pierre de Fraissinet, también en Velai.
Calminio vivió en Mozac hasta su muerte, por el 700. Calminio y Namedia fueron enterrados en la cripta de la iglesia del monasterio de Mozac, que habían fundado no más tarde del 687. Sus reliquias se conservan en una arca de esmalte del siglo XIII.  Venerados como santos, su recuerdo se conmemora el 19 de agosto. 
Su biografía no fue publicada hasta 1646 y por tanto se tiene que tomar estos datos con mucha prudencia.